# Aulonemia purpurata
Aulonemia purpurata är en gräsart som först beskrevs av Mcclure, och fick sitt nu gällande namn av Mcclure. Aulonemia purpurata ingår i släktet Aulonemia och familjen gräs.
Artens utbredningsområde är Venezuela. Inga underarter finns listade i Catalogue of Life.